# 太陽神殿
《太陽神殿》是一款益智動作電腦遊戲，同時也是電腦遊戲系列，發行公司為MumboJumbo，第一集在2005年發行。這套遊戲可以運行在Microsoft Windows、Xbox 360和Mac OS X上。它的第一集有一個資料片，名為太陽神殿：阿蒙的興起（Luxor: Amun Rising），在2006年發行的第二集名為太陽神殿 2（Luxor 2），其中包含了許多新的遊戲模式和玩法。在那之後，又發行了第三集和第四集，分別名為太陽神殿 3（Luxor 3）和太陽神殿：探索來世（Luxor: Quest for the Afterlife）。到了2010年11月，再推出Luxor: 5th Passage，唯該版本的發行公司為Big Fish Games。

## 玩法
這個遊戲的破關方法就是要玩家透過下方的發射器發射出各種顏色的魔法球到遊戲中的球列上，每三個或以上的相同顏色配對就會爆炸並消失，玩家必須一直持續消滅出現的球列，直至遊戲結束為止。下方的發射器可以左右移動以調整發射方向，使魔法球能順利進入欲進入的球列中。發射器中的球就代表這一次發射出去的球的顏色，而其左右下方的小球顏色則代表下一顆即將出現的球的顏色，玩家可以透過按下滑鼠右鍵來更換顏色（只能互換目前的球的顏色和下一個球的顏色）。
在遊戲中，球列會由末端的金龜子向前不斷推進，如果玩家在消滅所有的球之前，讓任何一個球列進入了遊戲中的金字塔裡面，剩下所有的球都會被吸進去，而這個時候玩家就必須重新開始這一個關卡，並會損失一條命。如果玩家成功破解完一個球列，另一個球列又會跟著出現，直至下方的顯示列從紅色變為金色，則代表該關卡的所有球列都已經消滅完畢，不會再有下一個球列出現。

## 獎勵及得分
玩家在進行遊戲時，只要消滅掉數量多於三個球的配對，就有可能會掉落一種叫做「生命之符硬幣」的物品，玩家可以收集這個物品來換取一條命，每達到一定數量的硬幣後(一般為30個)，就可以得到一條命。玩家在消滅掉一個球列後，也會掉出一顆寶石，其價值要視玩家終結這個球列的地點，若這個地點距離金字塔愈遠，則掉出來的寶石價值就會較高。得分的部分，只要玩家消滅一組配對，就會得到分數，基本上是一顆球得到一百分的分數（如果玩家選擇的難度較高，所得的分數就會較多）。
在玩家結束關卡的時候，會有一隻金龜子從金字塔中跑出來，直到金龜子跑到玩家結束最後一個球列的地點為止，並依其經過的長度來給予玩家分數，長度愈長，分數就愈高。

## 特殊能力球
在遊戲中，每達到一個遊戲的標準(連續消除或連鎖的第三的倍數次)，球列中就會隨機掉下一個特殊能力球，通常這些能力球能夠幫助玩家較快速完成關卡。但是要能使用這些掉下來的特殊能力球的前提就是玩家必須要準確的接到這個球，才能真正的發揮其效力。
- 退後球

可以使遊戲中當前的所有球列退後一段距離。
- 慢速球

可以使遊戲中當前的所有球列減慢速度。
- 停止球

可以使遊戲中當前的所有球列暫時靜止不動。
- 法眼球

它會使發射器投射出一道光芒，以讓玩家能夠準確的發射到欲發射的位置，並且會加快發射的速度。
- 顏色消除球

可以使遊戲中當前的所有球列中的單一顏色球全部消除，至於消除的顏色決定在掉落的顏色消除球上方圖示的顏色。
- 閃電球

可以一次消除掉一直排的所有球。
- 爆炸球

可以消除掉一定範圍內的所有球。
- 彩色球

可以當作各種顏色的球，只要不是發射在首端或者是末端，其兩邊只要有組成配對的球都會消失。